# 彦根市立東中学校
彦根市立東中学校（ひこねしりつ ひがしちゅうがっこう）は、滋賀県彦根市にある公立中学校。通称は東中（とうちゅう）。

## 沿革
- 1947年4月23日 - 仮称彦根市立第一中学校の開校式を彦根市立城東小学校で挙行（校舎は彦根市立城東小学校、彦根市立旭森小学校の2校を借用）
- 1947年5月17日 - 4月1日に遡って彦根市立東中学校の設置を決定（校舎は彦根市立城東小学校を借用）
- 1948年10月 - 東中学校校舎第1期工事竣工
- 1949年9月 - 第2期工事竣工
- 1955年7月 - プール竣工
- 1956年2月 - 屋内体育館第2期工事竣工
- 1958年4月 - 校旗ならびに校歌制定
- 1961年8月 - 増築校舎（4教室・便所)完成
- 1970年 - 不慮の火災により4棟階上、第一音楽室、楽器室、生徒会室、階下調理室、理科準備室を焼失する。
- 1972年 - 新校舎工築着工
- 1973年 - 新校舎工築完成
- 1973年 - 新校舎移転完了
- 1973年 - 新校舎竣工式
- 2010年 - 新校舎改築起工式
- 2011年 - 新校舎完成受渡し式
- 2011年 - 新校舎での授業始まる。
- 2020年夏期 - 男女共に上の制服にポロシャツが採用
- 2022年春期 - 女子の制服にスラックスも使用可となる。女子の夏用セーラー服が廃止される。

## 通学区域
以下の3小学校区。
- 彦根市立城東小学校
- 彦根市立佐和山小学校
- 彦根市立旭森小学校

## 周辺

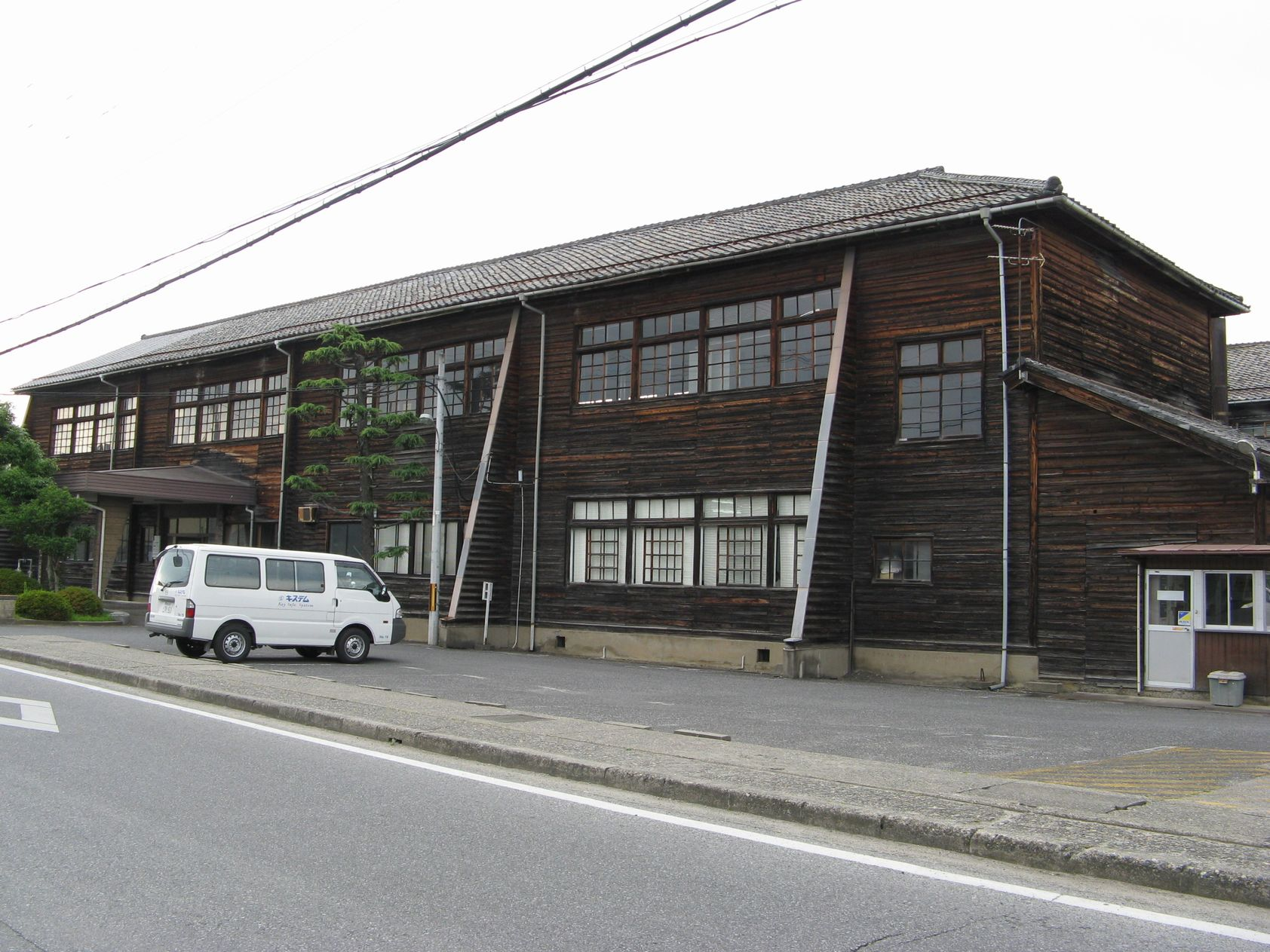
近くに位置していた近江鉄道の旧本社は、東中学校の旧校舎を流用したもの(現在は存在しない)

- 彦根河原郵便局
- 花しょうぶ通り商店街
- 久左の辻
- 彦根総合高等学校
- 彦根市立佐和山小学校
- 芹川

## アクセス
- JR東海道本線（琵琶湖線） 彦根駅から南へ1.2km
- 近江鉄道本線 ひこね芹川駅から東へ300m

## 主な出身者
- 田島一成 - 政治家、元衆議院議員
- PON - can/gooのギタリスト
- 田原総一朗 - ジャーナリスト
- 大橋悠依 - 競泳選手
- 蒼樹山秀樹 - 大相撲力士（元幕内、現・枝川親方）
- 大木ひびき - 漫才、お笑い芸人